# Tiradentes (Minas Gerais)
Tiradentes is een gemeente en historische stad in de Braziliaanse deelstaat Minas Gerais met ongeveer 6.500 inwoners. Deze stad werd gesticht in het jaar 1702, het stadje ziet er 18de-eeuws uit omdat er plaatselijk een speciale wetgeving is dat alles er zo uit moet zien. De plaats werd eerst São José do Rio das Mortes (Sint-Jozef van de Dodenrivier) genoemd en later São José del-Rey ter ere van de Portugese koning Jozef I van Portugal. De naam van de stad is sinds 1889 vernoemd naar de revolutionaire persoon Tiradentes (tandentrekker).
Een van de populairste gebouwen in de stad is de Igreja da Nossa Senhora do Rosário dos Pretos, een oud kerkje dat voor slaven was bedoeld. De kerk is gebouwd tussen 1708 en 1719.

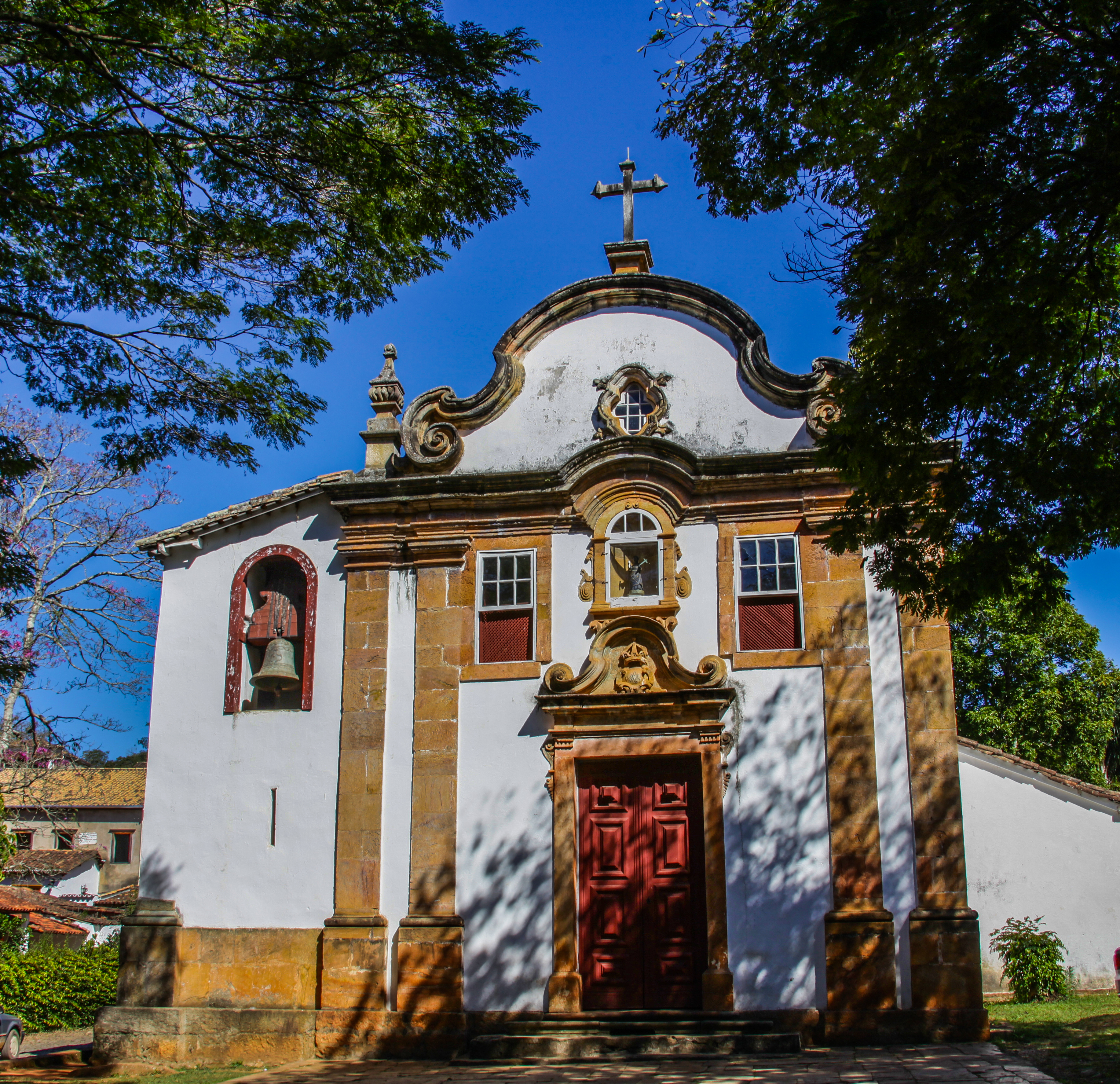
Katholieke kerk Nossa Senhora do Rosário dos Pretos in Tiradentes

## Geboren
- Manoel Dias de Oliveira (1738-1813), componist en organist